# Sesma
Sesma est une ville et une commune de la communauté forale de Navarre (Espagne) .
Elle est située dans la zone non bascophone de la province, dans la mérindade d'Estella et à 69 km de sa capitale, Pampelune. Le castillan est la seule langue officielle et le basque n’a pas de statut officiel.

## Démographie
| Évolution démographique                               | Évolution démographique | Évolution démographique | Évolution démographique | Évolution démographique | Évolution démographique | Évolution démographique | Évolution démographique | Évolution démographique | Évolution démographique | Évolution démographique |
| 1996                                                  | 1998                    | 1999                    | 2000                    | 2001                    | 2002                    | 2003                    | 2004                    | 2005                    | 2006                    | 2007                    |
| ----------------------------------------------------- | ----------------------- | ----------------------- | ----------------------- | ----------------------- | ----------------------- | ----------------------- | ----------------------- | ----------------------- | ----------------------- | ----------------------- |
| 1 408                                                 | 1 390                   | 1 381                   | 1 364                   | 1 349                   | 1 447                   | 1 418                   | 1 387                   | 1 360                   | 1 340                   | 1 295                   |
| Sources: Sesma et instituto de estadística de navarra |                         |                         |                         |                         |                         |                         |                         |                         |                         |                         |

### Sources
- (es) Cet article est partiellement ou en totalité issu de l’article de Wikipédia en espagnol intitulé « Sesma » (voir la liste des auteurs).